# José Ignacio Garmendia (militar)
José Ignacio Garmendia (Buenos Aires, 19 de marzo de 1841 – 11 de junio de 1925) fue un militar, pintor, escritor y diplomático argentino. Se le debe una extensa obra pictórica sobre la Guerra del Paraguay y numerosas crónicas de campaña y obras técnicas sobre arte militar. Fue un notable historiador y numismático en los años de su retiro, dejando amplia obra, buena parte de la cual aún permanece inédita.

## Biografía
Hijo del político tucumano José Ignacio Garmendia y Alurralde, originario del linaje español de Garmendia, y de Manuela Suárez y Lastra, se incorporó en su adolescencia al Regimiento 1.º de Buenos Aires; destinado a la isla Martín García, recibió el grado de subteniente a su regreso de las operaciones. Con 20 años tomó parte en la batalla de Pavón en el bando porteño; la victoria de la facción mitrista le facilitó la carrera militar y en 1864 fue destacado como oficial, con el grado de capitán, en la legación diplomática de Montevideo. Fue trasladado a Río de Janeiro antes de ser llamado a filas para tomar parte en la Guerra del Paraguay.
Al frente del I Batallón de la división Buenos Aires de la Guardia Nacional, tomó numerosos apuntes y esbozos durante el conflicto. Fue corresponsal del periódico La Tribuna, remitiendo sus apuntes a lo largo de la guerra. Aunque llenó varias libretas de esbozos, tras la guerra se remitiría sobre todo a las fotografías tomadas por el otro gran pintor de la guerra, Cándido López, para elaborar su obra definitiva. Contrajo el cólera durante las acciones, y enfermó gravemente, pero pudo recuperarse.
Tras el fin de la guerra, Garmendia continuó su carrera militar. Fue destinado a la frontera sur en las primeras campañas para batir a los pampas y ranqueles; continuó allí su estrecha relación con Lucio V. Mansilla, con quien ya había fraternizado en el Paraguay, y con quien compartía el talante de escritor. Aparece mencionado en la Excursión a los indios ranqueles de este último. A su regreso a Buenos Aires, acometió la carrera política y fue elegido diputado nacional. Acabado su mandato, volvió al sur, esta vez como jefe del estado mayor del ejército que emprendió la conquista del Desierto. En 1875 fue nombrado jefe de las Fuerzas de Reserva, cuya sede estaba entonces en el Partido de 9 de julio.
En 1880, cuando la federalización de Buenos Aires topó con la oposición del gobierno provincial de Carlos Tejedor, Garmendia pidió la baja del ejército nacional para sumarse a las milicias. Tras la derrota de los mitristas, y ya en retiro, comenzó a dar forma a sus notas del Paraguay, que cobrarían forma de libro en Recuerdos de la Guerra del Paraguay. En 1882 se le concedió la reincorporación al Ejército; tomó parte en la campaña del Chaco, y en 1890 fue designado director del Colegio Militar de la Nación. Ese mismo año tomó parte en la represión del alzamiento radical, y obtuvo los galones de general. Sería jefe del Estado Mayor General y Ministro de Guerra antes de pedir la baja definitiva en septiembre de 1904.
En el retiro abordó nuevamente y con ahínco la literatura y la pintura. Fue nombrado miembro numerario de la Junta de Historia y Numismática Americana, organizó la gran colección de documentos histórico-militares, y escribió y pintó ampliamente. Fue primo hermano del Presidente chileno Aníbal Pinto. Murió a los 84 años, el 11 de junio de 1925.
Obra suya se expone en el Museo Histórico Sarmiento.

## Obras
- Recuerdos de la Guerra del Paraguay
- Preceptos tácticos
- Cartera de un soldado
- Delitos y penas
- Correspondencia sobre la Guerra del Paraguay
- Asaltos de Plewna
- Campaña de Humaytá
- Cuentos de Tropa
- Campañas de Aníbal
- Escritos Militares
- Juicio Crítico de la Guerra de Transvaal
- Bocetos sobre la marcha
- Combates de los Corrales
- Campaña de Corrientes y Río Grande
- Maniobras sobre el Talar de Pacheco
- "El casamiento de doña Juana Ortiz de Zárate. Crónica Histórica Colonial". Buenos Aires, 1916. Imprenta Argentina Jacobo Peuser.